# Bilecik (tỉnh)
Bilecik là một tỉnh của Thổ Nhĩ Kỳ. Tỉnh này có diện tích 4.307 km 2, dân số là 198.809 người. Tỉnh lỵ là Bilecik, dân số tỉnh lỵ là: 34.105 người. Tỉnh này giáp các tỉnh: Bursa về hướng đông, Kocaeli và Sakarya về hướng bắc, Bolu về hướng tây, Eskişehir về hướng đông nam và Kütahya về hướng nam.

## Các huyện
Tỉnh này được chia thành các huyện sau (tỉnh lỵ được bôi đậm):
- Bilecik
- Bozüyük
- Gölpazarı
- İnhisar
- Osmaneli
- Pazaryeri
- Söğüt
- Yenipazar